# 저우루루
저우루루(중국어: 周璐璐, 병음: Zhōu Lùlu, 한자음: 주로로, 1988년 3월 19일~)는 중국의 역도 선수이자 국가대표 역도 선수이다.

## 경력
- 2011년 제22회 세계여자역도선수권대회 중국 여자 역도 국가대표 선수 출전
- 2012년 제30회 런던 올림픽 중국 여자 역도 국가대표 선수 출전

## 수상 경력
- 2011년 제22회 세계 역도 선수권 대회 75kg 이상급 인상 2위
- 2011년 제22회 세계 역도 선수권 대회 75kg 이상급 용상 1위
- 2011년 제22회 세계 역도 선수권 대회 75kg 이상급 합계 금메달
- 2012년 제30회 런던 올림픽 역도 여자 75kg 이상급 금메달